# Eucheilota intermedia
Eucheilota intermedia är en nässeldjursart som beskrevs av Kubota 1984. Eucheilota intermedia ingår i släktet Eucheilota och familjen Lovenellidae. Inga underarter finns listade i Catalogue of Life.